# Fein- und Raugewicht
Als Feingewicht (auch Nettogewicht oder Korn) bezeichnet man die Masse des in einer Legierung enthaltenen Edelmetalls, vor allem bei Münzen oder Schmuck. Sie wird in einem üblichen Massemaß angegeben, z. B. in Gramm.
Die Gesamtmasse einschließlich der nicht edelmetallischen Anteile (häufig Kupfer) heißt Raugewicht (ältere Schreibweise Rauhgewicht, auch Bruttogewicht oder Schrot).
Das Verhältnis von Fein- zu Raugewicht nennt man Feingehalt.
Bei Münzen war früher allein das Feingewicht des verwendeten Silbers oder Goldes ausschlaggebend für den Wert von Kurantstücken. Fein- und Raugewicht wurden durch den Münzfuß bestimmt.